# 高山油點草
高山油點草（学名：Tricyrtis ravenii Peng & Tiang）为百合科油點草屬下的一个种。

## 扩展阅读
- 維基物種上的相關：高山油點草